# Sisinio González Martínez
Sisinio « Sisi » González Martínez est un footballeur espagnol né le 22 avril 1986 à Albacete, qui évolue au poste d'ailier droit.

## Palmarès

### Club
- Real Valladolid
  - 2006-2007 : Champion de Segunda Division